# Violet Barclay
Violet Barclay est une dessinatrice de comics ayant surtout travaillé durant la période de l'âge d'or.

## Biographie
Violet Barclay naît en 1922. Après des études dans des écoles d'art, elle travaille pour Timely Comics en tant qu'encreur dans les années 1940 et prend le pseudonyme de Valérie Barclay. Pour cet éditeur elle dessine plusieurs séries d'humour comme Ziggy Pig and Silly Seal. Les années 1950 sont une période difficile pour les éditeurs de comics et Violet Barclay est remercié par Timely. Elle propose ses services à d'autres éditeurs comme ACG, St. John, Ace, Standard Comics et DC Comics. Elle quitte ensuite le monde des comics, ne parvenant plus à trouver assez de travail et elle devient mannequin. Par la suite, elle lie ces deux aspects de sa vie en devenant dessinatrice de mode. Plus tard elle se met à la peinture. Elle meurt le 26 février 2010.

## Distinction
À titre posthume
- 2017 : Prix Inkwell spécial